# 川上村文化センター図書館
川上村文化センター図書館（かわかみむらぶんかセンターとしょかん、英語: Kawakami village public library）は、長野県南佐久郡川上村大深山にある公立図書館。「伝統にふれ、未来の夢を育む知的空間」を開館以来の運営目標に掲げている。日本で初めて24時間開館を実施し、自動貸出機を導入した図書館である。
正式名称は川上村農村総合文化施設図書館（かわかみむらのうそんそうごうぶんかしせつとしょかん）であるが、条例で川上村農村総合文化施設の通称を川上村文化センターと定めており、一般には川上村文化センター図書館と呼ばれる。

## 歴史

### 開館の経緯（1991-1995）
葉菜類の栽培が盛んな川上村では、生産性の高い農業の実現により経済的に豊かな家庭が増加したものの、農村本来の人情などの「心の豊かさ」が失われてしまったのではないかと危惧する村民が多くなり、文化的なものを渇望するようになった。こうした折にふるさと創生事業で日本国から1億円が交付されることになり、村では「ふる里村塾」と称する文化事業を開始した。ふる里村塾は、小椋佳らを招いてコンサートや講演会を開催するというもので、村民から好評を得たが、会場は小中学校の体育館や福祉センターの講堂だったため、音響や照明、空調が不十分であり、多目的ホールの建設を求める声が高まっていった。
時を同じくして、柏崎刈羽原子力発電所からの高圧電線が村内を横断することになり、その補償金として10数億円が村にもたらされた。村ではこの補償金を、送電線による野菜への被害があった場合に備えて基金化し、残った分で総合文化施設を建設するための教育施設整備基金を積み立てることにした。1991年（平成3年）2月1日、川上村総合文化施設基本構想策定委員会が発足し、「理想的なものを造る」を第一に、建設費は二の次にという方針の下、1992年（平成4年）5月1日に委員会は総合文化施設の基本構想を答申した。この中で施設内に図書館を置くこと、その図書館は24時間利用できるようにすることが盛り込まれた。川上村を経済的に豊かな村にした立役者である村長の藤原忠彦は、レタス栽培による好景気がいつか終わるかもしれないと考え、そうなったときに正しく村を導ける「賢い村人」を育てるためにも図書館が必要であるとした。
村役場企画課では基本構想を具現化するために奔走することになった。構想では1つの施設に図書館、歴史民俗資料や美術品の収蔵展示施設、コンサートホール、ハイビジョンシアター、茶室、談話室などを置くことが示されており、前代未聞の複合施設建設のために3つの建設推進委員会による検討とプロポーザル方式による基本設計を実施した。プロポーザルは1993年（平成5年）1月から2月にかけて複数回行われ、最終的に山下設計の案が採用された。図書館部分については、24時間開館を実現するための図書館資料の管理方法、無人時間帯の入退館・貸し出し方法、光熱費の節約方法が検討された。
1993年（平成5年）6月、山下・団設計JVと設計・監理の委託契約を締結し、同年12月末に起工式を挙行した。図書館管理システムの工事は富士通長野支社が受注し、1994年（平成6年）2月18日から1995年（平成7年）3月25日まで行われた。当初、建設費は先述の教育施設整備基金と地方債を充当する予定であったが、農林水産省から補助金が得られることになり、最終的に約25億3300万円の補助が得られた。

### 開館後（1995-）
1995年（平成7年）10月1日、川上村文化センターが開館し、図書館と「24時間図書館」も同時に開館した。川上村文化センターの延床面積は4,163.89m2で、図書館のほか298席のホール、郷土資料展示室などが設けられた。開館当初、図書館長は文化センター長を兼務し、司書1人と臨時職員1人の計3人で図書館が運営され、24時間図書館部分を除き図書約18,000冊、雑誌50誌、CD・LD約500枚を所蔵していた。開館から3か月間の利用者数は3,320人、貸出点数は8,296点であった（24時間図書館部分を除く）。開館時から貸し出し・検索システムにコンピュータを導入し、利用者用端末を5台設置していた。開館当初は職員数が少なく、日常業務をこなすのが精一杯という状況で、図書館行事の開催や図書館だよりの発行まで手が回らなかったといい、多忙の際には文化センターの職員も業務に駆り出されていた。
2014年（平成26年）1月に図書館システムを変更し、すべての図書にICタグを導入、通常の図書館カードと夜間図書館用カードの2枚に分かれていた図書館利用カードをICカード化することで1つに統合した。

## 川上村文化センター
川上村文化センターは1995年（平成7年）10月1日に総事業費約26億円をかけて開館した文化施設で、正式名称は川上村農村総合文化施設である。設計は大手企業と長野県内に本社を置く企業が組んだJVによるプロポーザルで実施され、山下・団設計JVの案が採用された。鉄筋コンクリート構造2階建てで、延床面積は20,876m2あり、ホール、図書館、ハイビジョンシアター、郷土資料・美術品展示室、談話室などがある。
中核施設である「うぐいすホール」は298席（最大収容人員は500人）を備え、音楽会や講演会などに利用される。2か国語対応の同時通訳機を備えることから、国際会議の開催も可能である。内装には村の木であるカラマツを使用している。
入り口部分に設けられた「からまつ広場」は天井高16mの開放的な施設で、4方向のマルチディスプレイを備える。またモニュメント「縄文の鼓動」や、日本国外産の古いピアノが展示されている。

## 24時間開館
川上村文化センター図書館には24時間開館している部分があり、これを「24時間図書館」ないし「夜間図書館」と呼んでいる。24時間図書館の面積は、23m2である。日中開館している部分とは別に専用の入り口を設け、利用者はカードリーダーに図書館利用カードを差し込み、暗証番号を入力して入館する。また、図書の盗難防止用にブックディテクションシステム（BDS）を設置し、緊急用に警備会社に直結するインターホンを設置している。
村内には書店やレンタルビデオ店がなく、住民にとっては24時間図書館は不可欠な施設である。24時間開館を主導した村長の藤原忠彦もテレビやインターネットの普及で情報が得やすくなった今でも活字文化の差は大きく、いつでも本が利用できる環境が重要と語り、自著で「村の自慢」と記している。
なお開館は24時間であるが、休館日が設定されており、年中無休というわけではない。

### 設置の経緯
川上村は全世帯の約半数が農業を主な収入源とする村であり、特にレタス栽培が盛んである。レタス栽培の最盛期は7月から9月にかけてであり、この時期には大勢のアルバイトが各家庭に泊まり込みで農作業に従事し、農家は早朝から深夜まで作業に追われる。一方、農閑期の冬季は特に農作業もなく、サークル活動が活発になる。こうした村民の生活サイクルを考慮して、村では図書館の建設構想段階から24時間開館を検討し始めた。また村の若者が深夜のコンビニエンスストアにたむろする状況を改善するためにも、24時間開館の図書館を造ってそこへ若者を誘導しようという意図もあった。
24時間開館は日本初の試みであったため、まずは参考になりそうな施設の情報収集と視察を実施した。その結果、図書館の一角を区切って「24時間コーナー」を設け、利用者は図書館利用カードをIDカードとして入退館し、貸し出しは自動貸出機を使うことが決定した。これは図書館員の負担軽減、住民の利便性、光熱費の節約、セキュリティの4つをすべて満足に達成するものとして採用された。入退館システムと自動貸出機（図書用とビデオ用）は川上村が業者に依頼して特注で造られた。

#### 反対意見とその対応
24時間図書館の導入に際しては反対の声もあった。村議会では「本が盗まれるのではないか」、「子供のたまり場になるのではないか」として24時間開館に難色を示した。これに対し藤原村長は「盗んでまで本を読みたいという気持ちが生まれるなら歓迎したい」と返し、議会の説得を行った。実務的な対応としては、貸出手続きをせずに館外へ持ち出そうとした場合に警報音が鳴る装置や監視カメラを設置するという措置を講じた。「文化センターに投資するくらいなら、レタスの保冷庫を造った方が村の役に立つ」という意見に対しては、「農業への投資は後からでもできるが、人材育成のための投資を渋っていては将来に禍根を残す」と反論した。
このほか児童・生徒の夜間利用の禁止をルールとして導入してほしいという申し入れが青少年連絡協議会等からあったが、夜間に図書館へ行くには自動車しかアクセス手段がないことから、保護者と一緒の来館が想定されるとして禁止しなかった。実際2005年（平成17年）9月に、20時頃に自動車で来館した母娘を読売新聞が取材している。建設費が当時の村の一般会計・特別会計の半分に匹敵する20億円を超えるという点から「豪華すぎる」、「分不相応だ」という意見も出された。最終的には農林水産省の補助金や日本国・長野県からの交付金を最大限に引き出し、川上村の自主財源から支出されたのは2億数千万円に抑えることができた。

### 実際の運用
1995年（平成7年）の開館時点では、新書および文庫本約4,000冊、ビデオ240本を所蔵し、1998年（平成10年）には前者が5,190冊、後者が315本に増加、2005年（平成17年）現在は図書約6,000冊、ビデオ300本となっている。図書類の所蔵が新書・文庫本となったのは、ジャンルが多様で手軽に読めることと、仮に盗難に遭った場合も再入手が容易であることによる。
開館から3か月間の利用者数は2,656人、貸出点数は3,038点であり、うちビデオが2,594点と大半を占めた。ビデオ人気のため、利用者からは「いつ来てもビデオがない」と言われてしまう事態となった。1997年（平成9年）度は506人が利用し、1,340冊が貸し出された。開館日数は350日であったため、1日平均の貸出冊数は3.8冊になる。なお利用者が最も多い時間帯は20時から22時であり、次に多いのは18時から20時と、深夜の利用はそれほど多くない。
伊藤・山本編著『公立図書館の役割を考える』では、24時間開館について、夜型の生活が定着した都市部でこそ求められるサービスである一方、セキュリティ面では狭いコミュニティだからこそ成り立ち、利用者が少ないからこそ無人で対応できるという矛盾を指摘している。またコストパフォーマンスからすれば決して良いものではなく、地域特有の事情で24時間開館が必要であるという結論に至ったという経緯から、日本各地の公立図書館が「便利そうだから」と安易に24時間開館の導入を検討する風潮に警鐘を鳴らしている。

### 自動貸出機
開館当初に導入した自動貸出機は、図書用とビデオ用で別の業者の特注品を使用し、図書とビデオに貼られた磁気テープを機械で読み取らせることで貸し出しができるようになっていた。図書とビデオで機械が別立てになったのは、ビデオ用の機械が24時間稼働なのに対し、図書用が開館時間外のみ稼働するためである。通常の図書館管理システムと24時間図書館用システムは別個に稼働しており、同じ建物にありながらシステム運用上は「分館」状態になった。
2014年（平成26年）1月に内田洋行の図書館システム「ULiUS」を採用し、磁気テープからICタグによる管理に変更し、夜間図書館専用の図書館カードと通常用の図書館カードを統合した新しい図書館利用カード（ICカード）に移行した。

#### 無人運用によるトラブル
特段の大きなトラブルは発生していない。開館当初は磁気テープの位置不良で貸し出しができないトラブルがあった。またバーコードの剥離や汚損で機械が作動しなかったことや、実際には貸出・返却処理が完了しているのに利用者が処理できていないと勘違いしたことによる問い合わせもあった。
このほかカードを機械の隙間に落として取れなくなったというトラブルや、寒冷地という特性から内外の温度差で入り口のオートロックが故障するということもあった。

## 利用案内
川上村文化センター図書館の利用実績は長野県内の図書館の中で上位に位置する。藤原村長は24時間開館という住民本位のサービスが功を奏しているとし、図書館の設置による人材育成効果を長期的視点で見守っている。
- 開館時間：9時から17時まで
  - 金曜日は10時から18時まで
  - 24時間図書館は24時間利用可能
- 休館日：月曜日（祝日の場合は開館し、以後の最も近い平日に代休）、月末、特別整理期間、年末年始
  - 24時間図書館は月末、特別整理期間の9時から翌日9時まで休館
- 貸出制限：川上村に在住・通勤している者または館長が認めた者[1]。
- 貸出可能点数：図書・雑誌=制限なし、CD=2枚、ビデオ・DVD=各1点
- 貸出可能期間：図書・雑誌=2週間、CD・ビデオ・DVD=1週間
- 予約、複写、インターネット利用（1時間以内）、DVD視聴可能。

### 蔵書・書架の特色
農業地域であるという特性に呼応し、専門的な図書を含む農業書を充実させている。また北海道大学で教授を務め、積雪について研究した物理学者の吉田順五（1908年4月 - 1992年8月1日）の遺族から寄贈された「吉田文庫」を保有し、日本全国の市町村勢要覧を収集・公開している。
書棚は当初6段で計画されたが、車椅子利用者でも利用しやすいように4段に変更され、開放感のある館内となった。また館内に炬燵（こたつ）を置いている。

## 交通
川上村文化センターは川上村役場のすぐ近くにある。
- JR小海線信濃川上駅から自動車で10[37] - 15分[8]。
- 上信越自動車道佐久ICまたは中部横断自動車道佐久南ICより自動車で1時間20分[37]。
- 中央自動車道須玉ICまたは長坂ICより自動車で40分[37]。